# Công quốc Savoia
Công quốc Savoia (tiếng Ý: Ducato di Savoia; tiếng Pháp: Duché de Savoie) là một cựu quốc gia ở Tây Âu. Savoia được thành lập khi Sigismund, Vua của người La Mã, nâng Bá quốc Savoia thành công quốc để ban cho Amadeus VIII. Công quốc là một thành bang thuộc Đế chế La Mã Thần thánh và có phiếu bầu trong Đại hội Đế quốc. Từ thế kỷ 16, Savoia thuộc Vùng đế chế Thượng Rhenish. Trong suốt thời gian tồn tại, nó được cai trị bởi Vương tộc Savoia và cuối cùng trở thành một phần của bang Savoiaard (vào năm 1720 trở thành Vương quốc Sardegna (còn được gọi là "Vương quốc Savoia-Sardinia"))

Bán đảo Ý năm 1499.

## Quân đội
Savoia là một cường quốc quân sự trong khu vực, thường tham gia vào các cuộc chiến giữa người Pháp và người Habsburgs. Vào thế kỷ 17, quân số thời bình có xu hướng xoay quanh 4.800 quân chuyên nghiệp (3.600 bộ binh và 1.200 kỵ binh) với một lượng lớn dân quân nông dân. Trong thời kỳ chiến tranh, dân quân được huấn luyện và lính đánh thuê được tuyển, quy mô của quân đội nhanh chóng tăng lên. Năm 1625, công quốc có một đội quân gồm 26.600 quân chính quy (25.381 bộ binh và 1.213 kỵ binh) cộng với khoảng 8.000 dân quân. Lực lượng chính quy bao gồm 5 đến 7 trung đoàn của người Piedmontese, phần còn lại là lính đánh thuê, bao gồm 9 trung đoàn của người Pháp và 2 trung đoàn của người Ý. Năm 1635, lính chính quy giảm xuống còn 12.250, sau đó là 15.710 vào năm 1637, 18.000 vào năm 1649, 5.500 vào năm thời bình 1660, 26.178 vào năm 1672, 35.000 vào năm 1705 (với 10.000 dân quân bán thường trực).
Lực lượng dân quân được trang bị tương đối tốt và bao gồm 24.000 người vào năm 1566.

## Danh sách công tước của Savoia
- Amadeus VIII: 1391–1440, công tước từ năm 1416
- Louis: 1440–65
- Amadeus IX: 1465–72
- Philibert I: 1472–82
- Charles I: 1482–90, Vua đầu tiên của Vương quốc Síp, Jerusalem và Armenia thời Savoia.
- Charles (II) John Amadeus: 1490–96
- Philip II: 1496–97
- Philibert II: 1497–1504
- Charles III: 1504–53
- Emmanuel Philibert: 1553–80
- Charles Emmanuel I: 1580–1630
- Victor Amadeus I: 1630–37
- Francis Hyacinth: 1637–38
- Charles Emmanuel II: 1638–75
- Victor Amadeus II: 1675–1730, Vua của Sicily 1713–1720, sau đó là Vua của Sardinia 1
- Charles Emmanuel III: 1730–1773
- Victor Amadeus III: 1773–1796
- Charles Emmanuel IV: 1796–1802
- Victor Emmanuel I: 1802–1821
- Charles Felix: 1821–1831
- Carlo Alberto I Amedeo: 1831–1849
- Victor Emmanuel II: 1849–1861 (cuối cùng)

## Quốc kỳ
Quốc kỳ của Savoia có hình một cây thánh giá màu trắng trên nền màu đỏ. Nó dựa trên một lá cờ của quân thập tự chinh, và do đó có nguồn gốc giống với lá cờ của Hiệp sĩ Malta (từ đó là Quốc kỳ hiện đại của Malta và của Quân kỳ của Malta) và những lá cờ khác (cờ của Đan Mạch và Thụy Sĩ, với đảo ngược màu với của Anh và Genova cùng với việc thêm những màu khác). Nó có thể được sử dụng lần đầu tiên bởi Amadeus III, Bá tước Savoia người đã tham gia cuộc Thập tự chinh thứ hai vào năm 1147. Vào thế kỷ 18, các chữ cái " FERT"đôi khi được thêm vào trên cờ của các bang để phân biệt lá cờ với lá cờ Malta.